# Star Wars Episode I: Jedi Power Battles
Star Wars Episode I: Jedi Power Battles là tựa game hành động phiêu lưu của dòng Star Wars lấy bối cảnh trong khung thời gian của Star Wars Episode I: The Phantom Menace. Trò chơi lần đầu tiên được phát hành cho hệ máy PlayStation, sau đó cho Dreamcast và Game Boy Advance (dưới tên gọi Star Wars: Jedi Power Battles).

## Tổng quan
Game bám sát theo cốt truyện của Star Wars Episode I: The Phantom Menace. Người chơi có thể lựa chọn một trong năm Jedi thời kỳ trước đây và chạy, nhảy, chém và sử dụng Thần lực qua mười màn chơi trong game, khởi đầu trên chiếc chiến hạm Liên minh mậu dịch và kết thúc trong cuộc chiến chống lại Darth Maul trên hành tinh Naboo. Vũ khí chính của người chơi là thanh lightsaber dùng để tả xung hữu đột giữa vòng vây quân thù và làm chệch hướng làn đạn blaster. Phương pháp chiến đấu của lightsaber khá đơn giản với một hệ thống cho phép người chơi nhắm mục tiêu vào kẻ địch gần nhất bằng cách sử dụng nút R1. Vật phẩm và Thần lực cũng có thể được sử dụng làm tuyệt chiêu. Ở hầu hết các màn việc giải đố chiếm phần lớn thử thách. Một vài phân đoạn trong game tạo cơ hội cho người chơi lái các loại phương tiện bay khác nhau. Phần chiến dịch chơi đơn còn có thể thêm vào người chơi thứ hai qua mục coop, trong khi phiên bản Dreamcast có bổ sung mục chơi huấn luyện và một chế độ đối kháng giữa hai người chơi với nhau.

## Đón nhận
Game nhận được sự chào đón tích cực đến rất hỗn tạp sau khi phát hành. GameRankings và Metacritic chấm cho số điểm 74.73% và 76/100 cho phiên bản Dreamcast; 56.96% và 58/100 cho phiên bản Game Boy Advance; và 56.93% cho phiên bản PlayStation.